# Wilhelm von Hahnke
Wilhelm Gustav Karl Bernhard von Hahnke (né le 1er octobre 1833 à Berlin et mort le 8 février 1912 dans la même ville) est un maréchal prussien.

## Biographie

### Origine
Hahnke est issu d'une vieille famille d'officiers. Il est le fils du futur colonel prussien Wilhelm von Hahnke (1793-1861) et de son épouse Angélique, née von der Lancken (de) (1803-1873). Son père est élevé à la noblesse prussienne héréditaire en 1836.

### Carrière militaire
Après sa formation dans le corps des cadets, Hahnke est affecté le 26 avril 1851 comme sous-lieutenant au 1er régiment des grenadiers de la Garde de l'armée prussienne. Du 19 février 1854 au 18 janvier 1858, il est adjudant de bataillon, puis adjudant de régiment et, dans cette position, promu premier lieutenant le 31 mai 1859. Il est ensuite affecté comme adjudant à la 2e brigade d'infanterie de la Garde du 7 juin 1860 au 22 septembre 1863. Le 22 septembre 1863, il est nommé commandant de compagnie dans le 3e régiment de grenadiers de la Garde, tout en étant promu capitaine.
En 1864, Hahnke combat avec sa compagnie pendant la guerre contre le Danemark près de Fredericia et participe au siège et à la prise de la redoute de Düppel. Ses réalisations sont reconnues par l'attribution de l'Ordre de l'Aigle rouge de 4e classe avec épées et l'Ordre de la Couronne de 3e classe avec épées.
En 1866, pendant la guerre contre l'Autriche, Hahnke est membre de l'état-major général de la 2e armée avec le prince héritier Frédéric-Guillaume de Prusse en Bohême. Hahnke est adjudant du duc Ernest II de Saxe-Cobourg et Gotha jusqu'à la guerre franco-prussienne. Dans la guerre franco-prussienne, il participe en tant que major à l'état-major général au quartier général du prince héritier de Prusse. En 1872, il est nommé chef d'état-major général du 3e corps d'armée, promu lieutenant-colonel en 1875, colonel en 1878 et enfin général de division en 1881. À ce titre, il est commandant de la 1re brigade d'infanterie de la Garde et en même temps commandant de la ville de Potsdam.
En 1886, il fut nommé commandant de la 1re division de la Garde avec la promotion au grade de lieutenant général. Il est alors chef du cabinet militaire à partir de 1888. Il occupe ce poste jusqu'en 1901 et reçoit entre-temps la Grand-Croix de l'Ordre de la Couronne de Wurtemberg en 1891. Il est ensuite haut commandant des Marches et gouverneur de Berlin jusqu'en 1909. En 1890, Hahnke est promu General der Infanterie.
Le 1er janvier 1905, il est promu maréchal puis adjudant général de l'empereur Guillaume II.

### Famille
En 1865, il épouse à Berlin Josephine von Bülow (1842-1911), fille du conseiller de la légation secrète prussienne Friedrich von Bülow (1789-1853). Le couple a sept fils et deux filles, dont :
- Wilhelm (1867-1931), général de division prussien marié avec Elisabeth von Schlieffen (de) (née en 1869), fille du maréchal Alfred von Schlieffen
- Albert (1869-1925), colonel prussien, adjudant de l'empereur Guillaume Ier, commandant du 90e régiment de fusiliers (de)
- Adolf (de) (1873-1936), président du district de Liegnitz, conservateur de l'Université de Breslau